# Cantón de Rochefort-sur-Nenon
El cantón de Rochefort-sur-Nenon era una división administrativa francesa, que estaba situada en el departamento de Jura y la región de Franco Condado.

## Composición
El cantón estaba formado por dieciocho comunas:
- Amange
- Archelange
- Audelange
- Authume
- Baverans
- Brevans
- Châtenois
- Éclans-Nenon
- Falletans
- Gredisans
- Jouhe
- Lavangeot
- Lavans-lès-Dole
- Menotey
- Rainans
- Rochefort-sur-Nenon
- Romange
- Vriange

## Supresión del cantón de Rochefort-sur-Nenon
En aplicación del Decreto n.º 2014-165 de 17 de febrero de 2014, el cantón de Rochefort-sur-Nenon fue suprimido el 22 de marzo de 2015 y sus 18 comunas pasaron a formar parte del nuevo cantón de Authume.